# Марко Нешић
Марко Нешић (Нови Сад, 2. март 1873 — Нови Сад, 3. април 1938) био је српски композитор. Нешић је био један од највећих српских композитора са краја XIX и почетка XX века је био бербер, есперантиста и тамбураш.Написао је преко 300 композиција.

## Биографија
Једно време је водио тамбурашки оркестар СЗПД Невен у Новом Саду, коме је 1911. године написао и посвети композицију „Невен коло“ – данас је химна друштва а у народу пева као стара градска песма. Иако је био истакнути активиста у радничком, културном и друштвеном животу Новог Сада и Војводине, највише ће остати упамћен по хармонизацији војвођанских песама. Завршио је берберски и столарски занат али се од 1890. године посветио искључиво музици и компоновању.
Издао је књигу „Школу за тамбуру“, сам је писао, компоновао и штампао своја дела, а на захтев их је слао тамбурашким оркестрима који су их изводили широм простора Балкана и Европе. Многе његове песме су снимљене на сингл плочама у Америци између 1914. и 1938. године. Свирао је прим тамбуру, брач и шаргију. Био је шеф тамбурашких оркестара Братимство, Бели Орао, Ексцелсиор...
Од његових песама које су прихваћене у народу и певају се као старе градске опесме, најпознатије су: „Жабаљка“ , „Богата сам имам свега“ , „Донес' ми вина крчмарице“, „Кад сам био млађан ловац ја“, „Невен Коло“ , „Ђувегије где сте да сте“ ,„Цветала ми ружа на пенџеру“   а песма „Биће скоро пропаст света“ је послужила као музички мотив у истоименом филму Саше Петровића, у коме је маестрално изводе дероњски тамбураши и оркестар Јанике Балаша.
Са тамбурашким оркестром Васе Јовановића наступао је у свим главим градовима Европе, где је постао загрижени симпатизер есперата. Године 1900. априла имали су Новосађани успешни (више пута поновљени) наступ у Дражђанима, у Саксонији, а предстојао им је концерт у Хамбургу. Професори дражђанског конзерваторијума су том тамбурашком оркестру доделили почасну диплому.
Оснивач је друштва за есперанто у Новом Саду, које данас носи његово име.
Као велики симпатизер радничког и социјалистичког покрета био је омиљен у Новом Саду а сви су га звали једноставно чика Марко. На његовој сахрани, непосредно пред првомајске празнике 1938. године окупио се велики број новосађана као и припадника разних радничких организација, који су натписима на дотад невиђеном броју венаца одали пошту свом другу.